# Farói repülőtér
A Farói repülőtér (IATA: FAO, ICAO: LPFR) Portugália egyik nemzetközi repülőtere, amely Faro közelében található. Éves utasforgalma 2 207 000 fő (2020).

## Futópályák
A repülőtér futópályái:
- 10/28 (2490 m, 45 m, aszfalt)

## Forgalom
Az utasforgalom az elmúlt években az alábbi módon változott:
| Utasok száma | 10 034 | 477 767 | 687 907 | 1 758 896 | 3 323 867 | 4 102 433 | 4 658 189 | 5 337 542 | 7 632 857 | 8 170 715 |
|              | 1965   | 1971    | 1977    | 1985      | 1991      | 1998      | 2004      | 2010      | 2016      | 2022      |